# رونا ایمایی
رونا ایمایی (انگلیسی: Runa Imai؛ زادهٔ ۱۵ اوت ۲۰۰۰) ورزشکار ورزش شنا اهل ژاپن است.
وی در مسابقات کشوری و بین‌المللی در مجموع برندهٔ ۴ مدال نقره و ۲ مدال برنز شده‌است.